# The Calling
A The Calling amerikai rock zenét játszó együttes.

## Pályafutás
2001-ben Camino Palmero című albumával debütált a los angeles-i együttes. Alapító tagjai Alex Band (ének) és Aaron Kamin (gitár), akik már a középiskolában is közösen zenéltek, első zenekaruk a Generation's Gap nevet viselte. Az albumra mindketten írtak dalokat is.
Második albumuk stílusosan Two címmel jelent meg, és tizenegy dal kapott helyet rajta. A kettősség áll ennek a lemeznek a középpontjában: a remény és kilátástalanság, szerelem és magány, értelem és érzelem. Az album megjelenése után a tagok szólókarrierbe kezdtek.

## Albumok
- Camino Palmero (2001)
- Two (2004)

## Vendégszereplések
- Sweet Home Alabama Soundtrack (Keep Your Hands to Yourself)
- Ceremony: Remixes & Rarities: Santana (Santana feat. Alex Band: Why Don't You and I)
- Daredevil Soundtrack (For You)
- Love Actually Soundtrack (Wherever You Will Go)
- Coyote Ugly Soundtrack (Wherever You Will Go)

## Külső hivatkozások
- The Calling